# Mendocino AVA
Mendocino AVA (anerkannt seit dem 15. Juni 1984) ist ein Weinbaugebiet im US-Bundesstaat Kalifornien. Das Gebiet liegt in der Nähe der Stadt Ukiah im küstennahen Verwaltungsgebiet Mendocino County, nördlich der bekannten Gebiete Napa Valley und Sonoma Valley. Neben schon bestehenden Subregionen laufen zurzeit beim Alcohol and Tobacco Tax and Trade Bureau Verfahren, um in den Tälern Sanel Valley und Ukiah Valley längs des Russian River neue AVAs einzurichten. Das Anbaugebiet Mendocino AVA ist bekannt für den Anbau der spätreifenden Rebsorten Carignan, Charbono, Grenache, Petite Sirah, Syrah und Zinfandel. Im kühleren Bereich des Anderson Valley wird Pinot Noir angebaut. Dieses Subregion ist bekannt für seine Schaumwein-Produktion.